# Alger Theater
El Alger Theater es un teatro ubicado en 16451 East Warren Avenue en el vecindario MorningSide de Detroit, Míchigan. Es uno de los dos únicos teatros de barrio intactos y sin cambios que quedan en la ciudad de Detroit (el segundo es el Redford Theatre). Fue incluido en el Registro Nacional de Lugares Históricos en 2005.

## Historia
El Teatro Alger, presumiblemente llamado así por el gobernador de Míchigan Russell A. Alger, fue construido por los desarrolladores de teatros de Detroit Saul y Hattie Sloan. Los Sloan alquilaron el teatro al magnate del teatro de Detroit George Washington Trendle, y se inauguró el 22 de agosto de 1935 como un cine de barrio. Cuando se inauguró el Teatro Alger, era un teatro de lujo e incluía comodidades como equipo de sonido y proyección, asientos y aire acondicionado. Continuó como una sala de cine durante cuarenta años. Sin embargo, a medida que el vecindario circundante sufrió cambios socioeconómicos, la asistencia comenzó a disminuir.
A mediados de los años 1970, la propiedad cambió de manos y el teatro se utilizó para presentaciones en vivo y música además de películas. Sin embargo, el teatro cerró sus puertas en 1981. En 1984, la propiedad volvió a cambiar de manos y el Alger se reabrió como una sala de cine B. Sin embargo, las ganancias fueron escasas y el teatro cerró nuevamente en menos de un año.
En 1986, el teatro fue comprado por Friends of the Alger Theatre, una organización comunitaria sin fines de lucro compuesta por residentes y negocios del vecindario dedicados a preservar el Alger Theatre. Están desarrollando programas para la comunidad mientras recaudan fondos para renovar y reabrir el teatro.

## Descripción
El Alger se encuentra en la esquina de Warren Avenue y Outer Drive. Está construido con acero estructural revestido con ladrillo. Una estructura de torre de dos pisos de planta cuadrada con un parapeto con empeine se alza en la esquina, dominando la fachada del edificio. La torre alberga la entrada del teatro y la taquilla. Un cartel vertical con el nombre del teatro se extiende desde la torre hacia la calle. A lo largo de la fachada de Warren, cuatro espacios comerciales de un solo piso enfrentados con ladrillos pintados de amarillo bordean la acera; la fachada del teatro propiamente dicho está retrasada.
En el interior del teatro, el vestíbulo interior y exterior y el auditorio sin balcón todavía muestran gran parte de su acabado histórico. El auditorio está construido con bloques de concreto con bandas horizontales en ladrillos de concreto más pequeños; originalmente tenía capacidad para 1.182 personas, pero ahora tiene capacidad para 825. El escenario se extendió a la zona de asientos para proporcionar representaciones teatrales. Apliques de metal escalonados con extremos redondeados adornan las paredes.